# Topolino e il mistero di Macchia Nera
Topolino e il mistero di Macchia Nera (Outwits the Phantom Blot) è una storia a fumetti realizzata da Floyd Gottfredson (soggetto e disegni), Merrill De Maris (sceneggiatura), Bill Wright e Ted Thwaites (ripasso a china). Venne pubblicata a strisce giornaliere su alcuni quotidiani statunitensi nel 1939.
In questa storia esordì il personaggio di Macchia Nera (The Phantom Blot) che però poi rimarrà inutilizzato per 16 anni, fino a quando non verrà ripreso nelle storie di produzione italiana a partire da Topolino e il doppio segreto di Macchia Nera, del 1955. Sempre in questa storia fa la sua prima apparizione anche il Commissario Adamo Basettoni (Chief O'Hara), anch'esso, in seguito, dimenticato per qualche anno.

## Storia editoriale
Venne pubblicata negli USA in 97 strisce giornaliere sui quotidiani, distribuita dalla King Features Syndicate dal 20 maggio al 9 settembre 1939.
In Italia è stata pubblicata per la prima volta sui numeri dal 353 al 372 di Topolino giornale, tra il 28 settembre 1939 e l'8 febbraio 1940.
Nell'agosto del 1971 è stata inclusa nel volume Trilogia di Topolino (della collana Oscar Mondadori, Milano, n° 356), insieme a Topolino e la banda dei piombatori e Topolino all'età della pietra e poi sulla collana Il Topolino d'oro, n. 14, nel maggio 1973 sempre dalla Mondadori.

## Trama
Topolino indaga su un caso di spionaggio, imbattendosi in Macchia Nera; lo stesso Topolino nello svolgersi della vicenda si traveste da "Piccola Macchia", per svelare il mistero di Macchia Nera. Il famigerato criminale tenterà di uccidere Topolino per tre volte, ma alla fine verrà arrestato e confesserà che il suo obiettivo era un pezzo di carta, con scritta una formula di medicina, che sarebbe potuta essere la base di una potente arma.